# Tamás Wichmann
Tamás Wichmann (* 4. Februar 1948 in Budapest; † 12. Februar 2020 ebenda) war ein ungarischer Kanute.

## Erfolge
Tamás Wichmann nahm an drei Olympischen Spielen teil. Bei seinem Olympiadebüt 1968 in Mexiko-Stadt startete er mit Gyula Petrikovics auf der 1000-Meter-Strecke. Mit einem zweiten Platz in ihrem Vorlauf gelang ihnen die direkte Finalqualifikation. Den Endlauf schlossen sie dann nach 4:08,77 Minuten auf dem zweiten Platz ab und sicherten sich die Silbermedaille. Die siegreichen Rumänen Ivan Patzaichin und Serghei Covaliov überquerten die Ziellinie 1,6 Sekunden vor dem ungarischen Duo, die drittplatzierten Naum Procupeț und Michail Samotin aus der Sowjetunion waren 2,6 Sekunden langsamer gewesen. Vier Jahre darauf ging er bei den Olympischen Spielen in München im Einer-Canadier auf der 1000-Meter-Distanz an den Start und qualifizierte sich als Sieger seines Vorlaufs für den Endlauf. Diesen beendete er in 4:12,42 Minuten auf dem zweiten Rang, 3,5 Sekunden hinter Ivan Patzaichin und 1,2 Sekunden vor dem Deutschen Detlef Lewe.
In derselben Disziplin trat Wichmann auch 1972 in Montreal an. Er belegte im Vorlauf den zweiten und im Halbfinale den ersten Platz, womit er erneut in den Endlauf einzog. Hinter Matija Ljubek aus Jugoslawien und Wassyl Jurtschenko aus der Sowjetunion erreichte er als Dritter das Ziel und gewann die Bronzemedaille. Bei den Olympischen Spielen 1980 in Moskau nahm Wichmann im Einer-Canadier an zwei Wettkämpfen teil. In beiden gelang ihm erneut die Qualifikation für die Finalläufe. Über 500 Meter verpasste er mit 0,2 Sekunden Rückstand auf Olaf Heukrodt aus der DDR als Vierter knapp einen weiteren Medaillengewinn. Auf der 1000-Meter-Strecke kam er nicht über den neunten und damit letzten Platz hinaus.
Insgesamt 19 Medaillen sicherte sich Wichmann bei Weltmeisterschaften. Im Einer-Canadier wurde er über 10.000 Meter 1970 in Kopenhagen, 1971 in Belgrad, 1974 in Mexiko-Stadt, 1977 in Sofia, 1979 in Duisburg, 1981 in Nottingham und 1982 in Belgrad insgesamt siebenmal Weltmeister. Darüber hinaus belegte er in dieser Disziplin 1978 in Belgrad den zweiten sowie 1973 und 1983 jeweils in Tampere den dritten Platz. Bereits 1966 sicherte er sich in Berlin im Einer-Canadier auf der 1000-Meter-Strecke die Silbermedaille und wiederholte diesen Erfolg 1978, während er 1973 und 1975 in Belgrad jeweils Dritter wurde. 1979 gelang ihm schließlich sein erster und in dieser Disziplin auch einziger Titelgewinn. Eine weitere Medaille im Einer-Canadier gewann er 1971 mit Silber über 500 Meter. Mit Gyula Petrikovics sicherte sich Wichmann im Zweier-Canadier auf der 1000-Meter-Strecke drei Medaillen. 1970 wurden sie zunächst Zweite, ehe sie 1971 Weltmeister wurden. 1973 folgte der Gewinn der Bronzemedaille. Wichmann und Petrikovics gelang außerdem bei den Europameisterschaften 1967 in Duisburg der Titelgewinn über die 1000-Meter-Distanz. Darüber hinaus belegte Wichmann 1967 im Einer-Canadier über 1000 Meter den zweiten Platz. Bei den Europameisterschaften 1969 in Moskau wurde er sowohl über 1000 Meter als auch über 10.000 Meter im Einer-Canadier Europameister.
Auf nationaler Ebene sicherte sich Wichmann in verschiedenen Disziplinen insgesamt 37 nationale Meisterschaften. 1983 beendete Wichmann seine aktive Karriere, als aufgrund des sich abzeichnenden ungarischen Boykotts der Olympischen Spiele 1984 eine weitere Olympiateilnahme unmöglich wurde.
Fünfmal wurde er zum Kanuten des Jahres gewählt, sowie 1979 zu Ungarns Sportler des Jahres. Im selben Jahr erhielt er den UNESCO International Fair Play Prize, nachdem er seinem Konkurrenten Matija Ljubek bei den Vorbereitungen auf die Weltmeisterschaften 1978 geholfen und dieser Wichmann im Finalrennen als einziger bezwingen konnte. Sein Heimatverein MTK Budapest, bei dem er in der Folge verschiedene Funktionärsaufgaben in der Kanuabteilung übernahm, ernannte ihn zum Ehrenmitglied. Nach seinem Karriereende eröffnete er außerdem in Budapest eine Kneipe, die später schlicht als Wichmann’s bekannt wurde. Er betrieb sie bis 2018. In dem Film Die Werckmeisterschen Harmonien hatte Wichmann eine kleine Nebenrolle.